# Костима
Костима — река в России, протекает в Сямженском районе Вологодской области. Устье реки находится в 147 км по левому берегу реки Кубена. Длина реки составляет 14 км.
Костима берёт начало в лесах в 7 км к северо-западу от Сямжи. Течёт сначала на запад, потом на северо-запад. Верхнее течение проходит по ненаселённому лесу, в нижнем течении на берегах несколько деревень сельского поселения Устьрецкое: Закостимье, Кочержиха, Любовица (правый берег); Речковская (левый берег).

## Данные водного реестра
По данным государственного водного реестра России относится к Двинско-Печорскому бассейновому округу, водохозяйственный участок реки — озеро Кубенское и реки Сухона от истока до Кубенского гидроузла, речной подбассейн реки — Сухона. Речной бассейн реки — Северная Двина.
Код объекта в государственном водном реестре — 03020100112103000005665.